# Pere Sampol i Rosselló
Pere Sampol i Rosselló (Palma 1837-1914) va ser un propietari rural, empresari, advocat i polític mallorquí.
Estudià el batxillerat a Palma i es llicencià en dret a la Península. En acabar la carrera es donà d'alta en el Col·legi d'Advocats i es dedicà a l'exercici lliure de l'advocacia, amb bufet obert al carrer Pont i Vic, núm. 7, de Ciutat, on tenia també la seva casa.
Propietari de Son Curt a Alaró. President de la societat La Isleña. En un moment de gran ebullició financera a Mallorca, va ser vicepresident del Banc Agrícola i Comercial, constituït el 1881, que el 1884 es fusiona amb el Canvi Mallorquí. Tengué una posició important dins el Banc de Crèdit Balear. Entre el final del s. XIX i el 1914 va ser consultor lletrat de la Comissió de la Creu Roja a Palma i vocal de la seva junta directiva.
Polític conservador, va ser el principal representant a Mallorca de Josep Cotoner Allendesalazar, comte de Sallent. Va controlar per complet durant anys la política i l'Ajuntament d'Alaró, essent un dels més clars exponents del caciquisme rural conservador. Un dels seus lloctinents en el poble va ser l'escriptor Joan Rosselló de Son Fortesa, cunyat de Joan Alcover.
Va ser elegit diputat provincial pel districte d'Inca a les eleccions de desembre de 1882. Tornà a ser elegit diputat provincial per Partit Conservador l'agost de 1884 i poc després va ser president de la Diputació Provincial (1884-1885). El 1886 formà part de la comissió permanent de la Diputació. Mantengué unes relacions amistoses amb els mauristes de Palma. El 1894, amb Joan Massanet, el marquès d'Ariany, Guillem Moragues i altres persones participà en la reorganització a Mallorca del Partit Liberal Conservador. El 1895 va tornar a ser elegit diputat provincial.
Casat amb Maria Josepa Ripoll Planas, tengué 5 fills: Joana Maria, Francesca, Maria Josepa, Josep i Pere. Els seus fills Josep i Pere Sampol Ripoll feren la carrera de dret, però no l'exerciren. Pere s'especialitzà com a bibliòfil i fou membre de la Societat Arqueològica Lul·liana.